# Robert Lohan
Robert Lohan (geboren 2. April 1884 in Bielitz, Österreich-Ungarn; gestorben 18. Juni 1953 in Oneonta (New York)) war ein österreichisch-US-amerikanischer Literaturhistoriker, Regisseur und Schriftsteller. 

## Leben
Robert Lohan war Sohn des Richters Ludwig Lohan. Er besuchte das Gymnasium in Bielitz und in Wien. Er studierte Philologie an der Universität Wien, wurde 1906 promoviert und legte 1907 die Lehramtsprüfung ab. Er arbeitete als Gymnasialprofessor in Klagenfurt und in Wien. Im Ersten Weltkrieg wurde er von 1915 bis 1918 als Offizier eingezogen.
Lohan schrieb daneben Theaterkritiken. 1922 wechselte er ans Theater und arbeitete in Bielitz, Lodz und als Oberregisseur und stellvertretender Direktor der Wiener Kammerspiele. Er hielt Kurse als Sprach- und Rhetoriklehrer an der Volkshochschule und war ab 1926 Dozent (Professor) am Neuen Wiener Konservatorium.
Von 1927 bis 1929 war er Direktor des Wiener Spiegelverlages und hatte danach die literarische Leitung des Münchner „Kulturverlages“. 
Lohan wurde Schuldirektor eines Internats in Grinzing. Nach dem Anschluss Österreichs im März 1938 wurde er entlassen. 1938 emigrierte er nach Großbritannien und von dort in die USA. Er fand Arbeit am Bethany College in Lindsborg, Kansas und von 1942 bis 1951 als Professor für Deutsch und Linguistik am Hartwick College in Oneonta.

## Schriften (Auswahl)
- Über die Dächer, nach Victor Cherbuliez. Wien: Glöckner, 1930
- (Mhrsg.): Das Herz Europas. Ein österreichisches Vortragsbuch. Wien: Saturn, 1935
- Sprechen und Reden. Ein Handbuch für alle, die durch das Wort wirken wollen und müssen. Wien: Saturn, 1936
- How to read, write, and speak modern German. New York: Ungar, 1944
- Es war einmal : 6 schöne deutsche Märchen. Neu erzählt. Illustrationen Harry Roth. New York: Frederick Ungar, 1944
- The golden Age of German Literature. New York: Frederick Ungar, 1944
- Der letzte Klassiker : ein Grillparzer-Brevier. New York: Frederick Ungar, 1944
- Amerika, du hast es besser : die Vereinigten Staaten, wie sie sind und wie sie geworden sind. New York: Frederick Ungar, 1946
- Christmas tales for reading aloud. New York: Stephen Daye, 1946
- Speaking and speeches. New York: Daye Press, 1947
- mit Maria Lohan: A new Christmas treasury : with more stories for reading aloud. New York: Stephen Daye Press, 1954
- A concise German Grammar for reference and review. New York: Ungar, 1955